# Sclerolaena divaricata
Sclerolaena divaricata är en amarantväxtart som först beskrevs av Robert Brown, och fick sitt nu gällande namn av James Edward Smith. Sclerolaena divaricata ingår i släktet Sclerolaena och familjen amarantväxter. Inga underarter finns listade i Catalogue of Life.